# Coelosia tenella
Coelosia tenella är en tvåvingeart som först beskrevs av Zetterstedt 1852.  Coelosia tenella ingår i släktet Coelosia och familjen svampmyggor. Arten är reproducerande i Sverige. Inga underarter finns listade i Catalogue of Life.